# Tajaé
Tajaé (auch: Tajayé) ist eine Landgemeinde im Departement Illéla in Niger.

## Geographie
Tajaé liegt in der Sahelzone. Die Regenzeit dauert drei bis vier Monate und erreicht im August und Anfang September ihren Höhepunkt. Die Niederschlagsmenge kann von Jahr zu Jahr stark schwanken. Von November bis Februar ist es trocken und kalt, von März bis Mai trocken und heiß. Dann kann sich die Temperatur 45 °C nähern. In Tajaé befinden sich mehrere Trockentäler (koris) und temporäre Teiche (mares), die eine wichtige Grundlage für die landwirtschaftliche Nutzung bilden.
Die Vegetation ist charakterisiert durch Baumsteppen mit Arabischen Gummi-Akazien, Piliostigma reticulatum, Seyal-Akazien und Wüstendatteln, Buschsteppen mit Guiera senegalensis, Kinkéliba und Sandmalven sowie Krautsteppen mit Andropogon gayanus, Aristida mutabilis und Cenchrus biflorus. Sie ist durch Menschen, Tiere und klimatische Unwägbarkeiten im Schwinden begriffen. Davon betroffen ist auch die Tierwelt von Tajaé, für die Nagetiere, Reptilien und Zugvögel typisch sind.
Die Nachbargemeinden sind Illéla im Nordwesten, Badaguichiri im Nordosten, Malbaza im Südosten und Alléla im Südwesten. Bei den Siedlungen im Gemeindegebiet handelt es sich um 35 Dörfer und 48 Weiler. Der Hauptort der Landgemeinde ist das Dorf Tajaé. Es liegt auf einer Höhe von 283 m.

## Geschichte
Die Besiedlung des Gemeindegebiets erfolgte durch Hausa und Tuareg, die aus Agadez zuzogen. Die Hausa-Ackerbauern gründeten mehrere Dörfer. Die Tuareg lebten zunächst transhumant, bevor auch sie sich in eigenen Siedlungen niederließen. Das Dorf Tajaé gehörte im letzten Drittel des 19. Jahrhunderts zum Herrschaftsgebiet der Tuareg-Untergruppe Kel Gress.
Die Landgemeinde Tajaé ging 2002 im Zuge einer landesweiten Verwaltungsreform aus einem Teil des Kantons Illéla/Tajaé hervor. Bei der Flutkatastrophe in West- und Zentralafrika 2010 wurden 6468 Einwohner von Tajaé als Katastrophenopfer eingestuft.

## Bevölkerung
Bei der Volkszählung 2012 hatte die Landgemeinde 78.080 Einwohner, die in 11.930 Haushalten lebten. Bei der Volkszählung 2001 betrug die Einwohnerzahl 38.432 in 6005 Haushalten.
Im Hauptort lebten bei der Volkszählung 2012 7296 Einwohner in 1041 Haushalten, bei der Volkszählung 2001 4433 in 693 Haushalten und bei der Volkszählung 1988 3586 in 647 Haushalten.
In der Gemeinde leben die Volksgruppen Hausa, Tuareg und Fulbe.

## Politik
Der Gemeinderat (conseil municipal) hat 20 gewählte Mitglieder. Mit den Kommunalwahlen 2020 sind die Sitze im Gemeinderat wie folgt verteilt: 16 PNDS-Tarayya, 2 MPR-Jamhuriya, 1 MNSD-Nassara und 1 MPN-Kiishin Kassa.
Jeweils ein traditioneller Ortsvorsteher (chef traditionnel) steht an der Spitze von 22 Dörfern in der Gemeinde, darunter dem Hauptort.

## Kultur und Sehenswürdigkeiten
Die Moschee von Tajaé Sédentaire wurde nach Plänen des Architekten Falké Barmou errichtet, dem Erbauer der Großen Moschee von Yama.

## Wirtschaft und Infrastruktur
Die Gemeinde liegt am Übergang der Zone des Regenfeldbaus des Nordens zur Zone der Bewässerungsfeldwirtschaft des Südens. Die Ernährungsgrundlage wird durch eigenen Ackerbau und Viehzucht geschaffen. Hirse ist das wichtigste Nahrungsmittel, gefolgt von Sorghum und Augenbohnen. Die Produkte aus der Viehzucht werden überwiegend exportiert. Die Landwirtschaft leidet unter Desertifikation, unregelmäßigen Niederschlägen, Bodenarmut und unzureichender technischer Ausrüstung. Hinzu kommen Konflikte zwischen Ackerbauern und Viehzüchtern um die Landnutzung.
Von wirtschaftlicher Bedeutung ist auch der Handel. Es gibt in Tajaé fünf Wochenmärkte. Neben der Versorgung der Bevölkerung mit Nahrungsmitteln und Produkten des täglichen Bedarfs dienen die Wochenmärkte dem Export von Waren wie Vieh, Leder, Tierhäute und Zwiebeln in das Nachbarland Nigeria. Handwerkliche Berufe werden in Tajaé vor allem von Frauen ausgeübt. Das staatliche Versorgungszentrum für landwirtschaftliche Betriebsmittel und Materialien (CAIMA) unterhält eine Verkaufsstelle im Hauptort.
Gesundheitszentren des Typs Centre de Santé Intégré (CSI) sind im Hauptort sowie in den Siedlungen Dabnou, Faska Alléla, Karayé und Zouraré Chafa vorhanden. Der CEG Tajaé und der CEG Dabnou sind allgemein bildende Schulen der Sekundarstufe des Typs Collège d’Enseignement Général (CEG). Beim Centre de Formation aux Métiers de Tajaé (CFM Tajaé) handelt es sich um ein Berufsausbildungszentrum.
Durch die Landgemeinde verläuft die asphaltierte Nationalstraße 29, die Tajaé mit den Städten Birni-N’Konni und Tahoua verbindet. Die übrigen Pisten durch das Buschland sind in schlechtem Zustand.